# Championnat du Luxembourg de football 1974-1975
Navigation
Saison précédente Saison suivante
La saison 1974-1975 du Championnat du Luxembourg de football était la 61e édition du championnat de première division au Luxembourg. Les douze meilleurs clubs du pays se retrouvent au sein d'une poule unique, la Division Nationale, où ils s'affrontent deux fois, à domicile et à l'extérieur. À l'issue du championnat, les deux derniers du classement sont relégués et remplacés par les deux meilleurs clubs de Division d'Honneur, la deuxième division luxembourgeoise.
C'est la Jeunesse d'Esch, double tenant du trophée, qui remporte à nouveau le titre cette saison après avoir terminé en tête du classement final, avec 2 points d'avance sur l'Avenir Beggen et 6 points sur l'Union Luxembourg. C'est le 14e titre de champion du Luxembourg de l'histoire du club, qui manque le doublé après s'être incliné face à l'US Rumelange en finale de la Coupe du Luxembourg.

## Les 12 clubs participants
| - Red Star Merl-Belair - Progrès Niedercorn - Promu de Division d'Honneur - Etzella Ettelbruck - US Rumelange - CA Spora Luxembourg - Aris Bonnevoie | - AS La Jeunesse d'Esch - Union Luxembourg - Alliance Dudelange - Promu de Division d'Honneur - Avenir Beggen - Red Boys Differdange - Fola Esch |

## Compétition

### Classement
Le barème utilisé pour établir le classement est le suivant :
- Victoire : 2 points
- Match nul : 1 point
- Défaite : 0 point

| Rang | Équipe                 | Pts | J  | G  | N | P  | Bp | Bc | Diff |
| ---- | ---------------------- | --- | -- | -- | - | -- | -- | -- | ---- |
| 1    | Jeunesse d'Esch (T)    | 33  | 22 | 15 | 3 | 4  | 63 | 23 | +40  |
| 2    | Avenir Beggen          | 31  | 22 | 14 | 3 | 5  | 44 | 29 | +15  |
| 3    | Union Luxembourg       | 27  | 22 | 10 | 7 | 5  | 40 | 25 | +15  |
| 4    | Red Boys Differdange   | 24  | 22 | 9  | 6 | 7  | 37 | 34 | +3   |
| 5    | US Rumelange (C)       | 22  | 22 | 7  | 8 | 7  | 32 | 31 | +1   |
| 6    | Alliance Dudelange (P) | 21  | 22 | 6  | 9 | 7  | 37 | 36 | +1   |
| 7    | Etzella Ettelbruck     | 21  | 22 | 8  | 5 | 9  | 34 | 34 | 0    |
| 8    | Progrès Niedercorn (P) | 20  | 22 | 8  | 4 | 10 | 34 | 44 | -10  |
| 9    | Aris Bonnevoie         | 19  | 22 | 6  | 7 | 9  | 39 | 45 | -6   |
| 10   | Fola Esch              | 18  | 22 | 8  | 2 | 12 | 40 | 55 | -15  |
| 11   | Red Star Merl-Belair   | 14  | 22 | 4  | 6 | 12 | 20 | 42 | -22  |
| 12   | CA Spora Luxembourg    | 14  | 22 | 4  | 6 | 12 | 23 | 45 | -22  |

|  | Qualification pour la Coupe d'Europe des clubs champions 1975-1976                           |
|  | Qualification pour la Coupe des Coupes 1975-1976                                             |
|  | Qualification pour la Coupe UEFA 1975-1976                                                   |
|  | Relégation en Division d'Honneur                                                             |
|  | (T) Tenant du titre (C) Vainqueur de la Coupe du Luxembourg (P) : Promu de deuxième division |

## Bilan de la saison
| Championnat du Luxembourg de football 1974-1975 |                             |
| Champion                                        | Jeunesse d'Esch (14e titre) |
| Coupes et trophées                              |                             |
| Vainqueur de la Coupe du Luxembourg 1974-1975   | US Rumelange                |
| Qualifications continentales                    |                             |
| Coupe d'Europe des clubs champions 1975-1976    | Jeunesse d'Esch             |
| Coupe des Coupes 1975-1976                      | US Rumelange                |
| Coupe UEFA 1975-1976                            | Avenir Beggen               |
| Promotions et relégations                       |                             |
| Promus en Division Nationale                    | Chiers Rodange              |
| Promus en Division Nationale                    | Stade Dudelange             |
| Relégués en Division d'Honneur                  | Red Star Merl-Belair        |
| Relégués en Division d'Honneur                  | CA Spora Luxembourg         |